# Lysandra wallis
Lysandra wallis är en fjärilsart som beskrevs av Andr. Lysandra wallis ingår i släktet Lysandra och familjen juvelvingar. Inga underarter finns listade i Catalogue of Life.